# География Беларуси
Беларусь расположена в Восточной Европе, граничит с Россией, Украиной, Литвой, Латвией и Польшей. Площадь — 207 600 км².

## Географическое положение

### Плоскостные
- Площадь — 207 600 км² (84-я в мире).
- Протяжённость с севера на юг — 560 км, с востока на запад — 650 км.
- Расстояние от Минска до Варшавы — 500 км, до Москвы — 700 км, до Берлина — 1060 км, до Вены — 1300 км.
- Географический центр
  - Европы — 53°31,7' северной широты 28°02,8' восточной долготы[2]
  - Беларуси

Крайние точки Беларуси находятся:
- север: 56°10' (Верхнедвинский район Витебской области, севернее Освейского озера)
- юг: 51°16' (Брагинский район Гомельской области, река Днепр южнее г.п. Комарин)
- запад: 23°11' (Каменецкий район Брестской области, западнее г. Высокое)
- восток: 32°47' (Хотимский район Могилёвской области, восточнее г.п. Хотимск)[a]

#### Административное деление
6 областей:
- Гомельская — 40,4 тыс. км²
- Витебская — 40 тыс. км²
- Минская — 40,2 тыс. км²
- Брестская — 32,8 тыс. км²
- Могилёвская — 29,1 тыс. км²
- Гродненская — 25,1 тыс. км²

#### Границы с государствами
Длина государственной границы Беларуси составляет, по уточнённым подсчётам, 3617 километров; ранее длина государственной границы оценивалась в 2969 км.
| Государство | Длина границы, км | Процент | Расположение границы |
| ----------- | ----------------- | ------- | -------------------- |
| Россия      | 1283              | 35      | на востоке и севере  |
| Украина     | 1084              | 30      | на юге               |
| Литва       | 679               | 19      | на северо-западе     |
| Польша      | 398               | 11      | на западе            |
| Латвия      | 173               | 5       | на севере            |

### Высотные (рельеф)
Территория страны в основном равнинная. Редкие возвышенности, относящиеся к Белорусской гряде, почти не превышают высоты 300 м (Минская возвышенность — 345 м, Новогрудская возвышенность — 323 м, Ошмянская возвышенность — 320 м). Средняя высота поверхности Беларуси составляет 160 м.
Север республики занимает Белорусское Поозерье, большую часть которого занимает Полоцкая низменность (абсолютные высоты 110—150 м), окружённая со всех сторон грядами и возвышенностями, а с юго-востока — Чашникской равниной. Восточное Поозерье занято низменностью Лучосы и Суражской низменностью, которые разделены между собой Витебской возвышенностью (до 295 м). На юго-западе Поозерья находится Нарочанско-Вилейская равнина, окружённая Минской, Ошмянской и Свентянской возвышенностями. К Поозерью иногда относят также часть Средненёманской низменности, Верхнеберезинскую и Верхневилейские низменности.
К Белорусской гряде относятся Волковысская, Гродненская, Минская, Новогрудская, Оршанская, Ошмянская, Слонимская возвышенности и Копыльская гряда. Белорусскую гряду окружают Барановичская, Быховско-Чечерская, Горецко-Мстиславская (платообразная), Лидская, Оршанско-Могилёвская, Столбцовская и Центральноберезинская равнины, а также Верхненёманская низменность. На юго-западе Брестской области расположены Нарево-Ясельдинская и Прибугская равнины, а также Беловежская гряда. Местность к югу от Белорусской гряды объединяется в условное Предполесье, а Оршанская возвышенность, Оршанско-Могилёвская и Горецко-Мстиславская равнины — в геоморфологическую область Восточно-Белорусской равнины.
Юг Беларуси занимает Полесье, которое носит преимущественно равнинный характер (абсолютные высоты 120—150 м). С географической точки зрения Полесье делится (с запада на восток) на Брестское, Припятское, Мозырское и Гомельское. Над Полесьем возвышаются многочисленные древние материковые дюны, из которых сформировались Мозырская (до 208 м), Юровичская и некоторые другие гряды, Логишинская и Хойникско-Брагинская возвышенности, а также равнина Загородье.
- Точки
  - Самая высокая — гора Дзержинская в Минской области (345 метров над уровнем моря), за ней — Лысая (342 м)
  - Самая низкая — Неманская низменность в Гродненской области на границе с Литвой (80-90 метров над уровнем моря).

## Физические характеристики

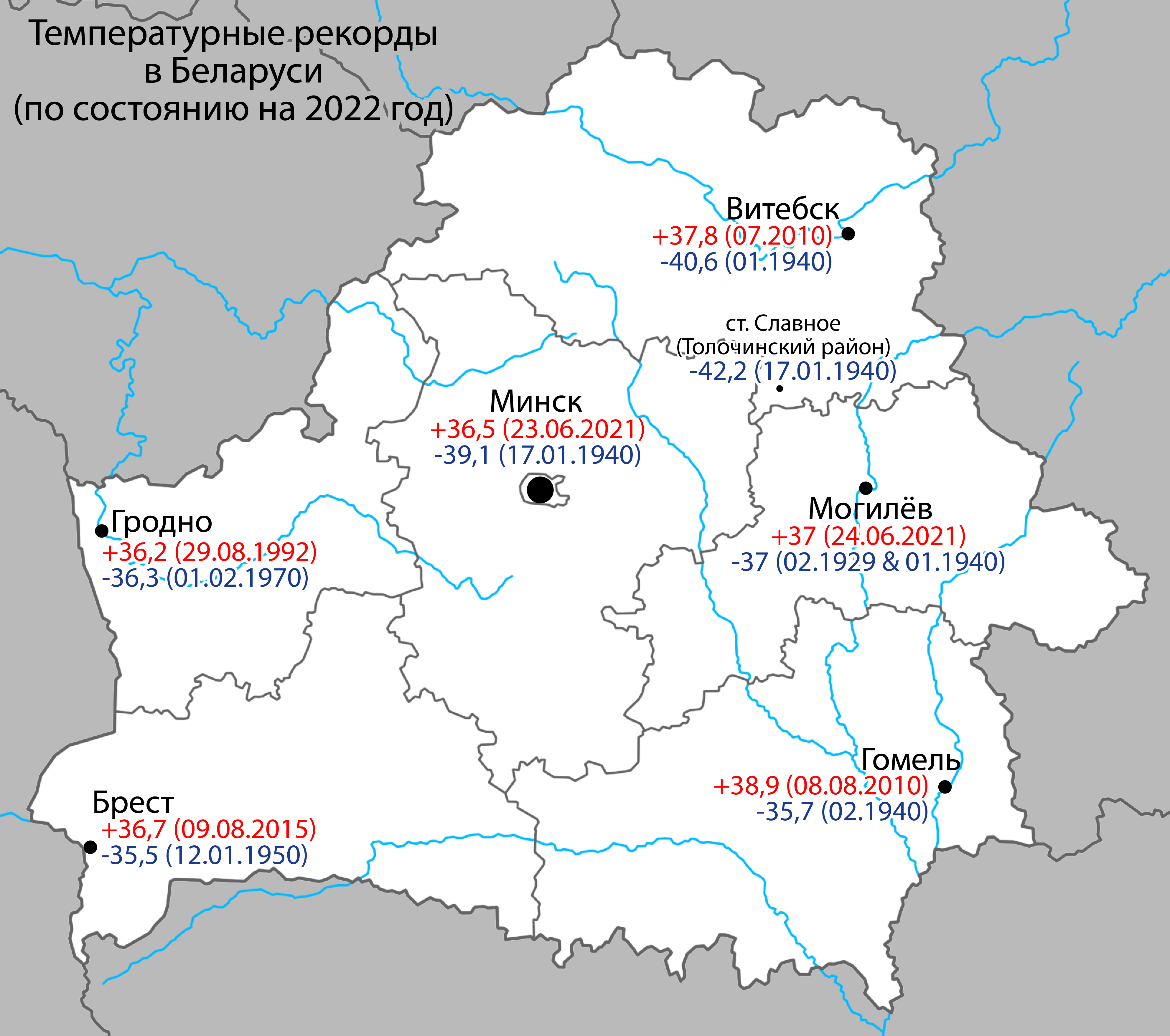
Максимальные и минимальные зарегистрированные температуры за всё время наблюдения. Абсолютный минимум – на станции Славное Толочинского района (-42,2° в 1940 году), максимум – в Гомеле (+38,9° в 2010 году)

### Климат
Преобладает умеренно континентальный тип климата, относительно мягкая и влажная зима, теплое и влажное лето.

### Температурный режим
- Средняя годовая температура воздуха в Беларуси составляет(по нормам с 1981 по 2010 года) от 5,7 °C в городах Орше и Горки до 8,2 °C в Бресте.

В северной части страны в зимнее время днём воздух прогревается до −5..-7 градусов, а ночью охлаждается до −11..-13 градусов, летом в дневные часы здесь отмечается около 21..23 градусов тепла, в ночные — около +11..+13 градусов. Самыми тёплыми являются южные и юго-западные районы страны.
За 30 лет среднегодовая температура увеличилась на 1 градус.
Возросли флуктуации, колебания амплитуды температуры, возрастают экстремумы.

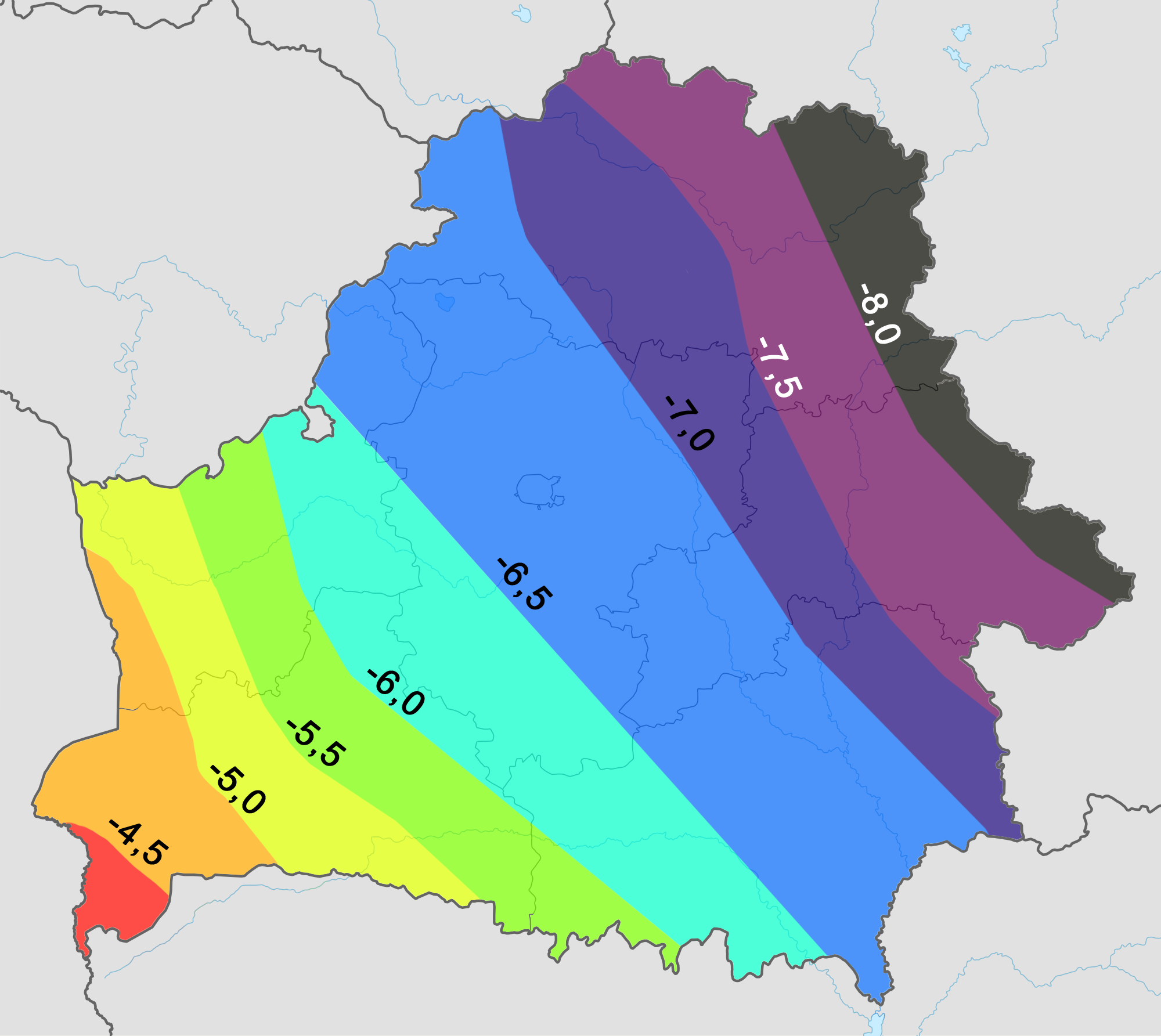
Средняя температура воздуха в Беларуси в январе
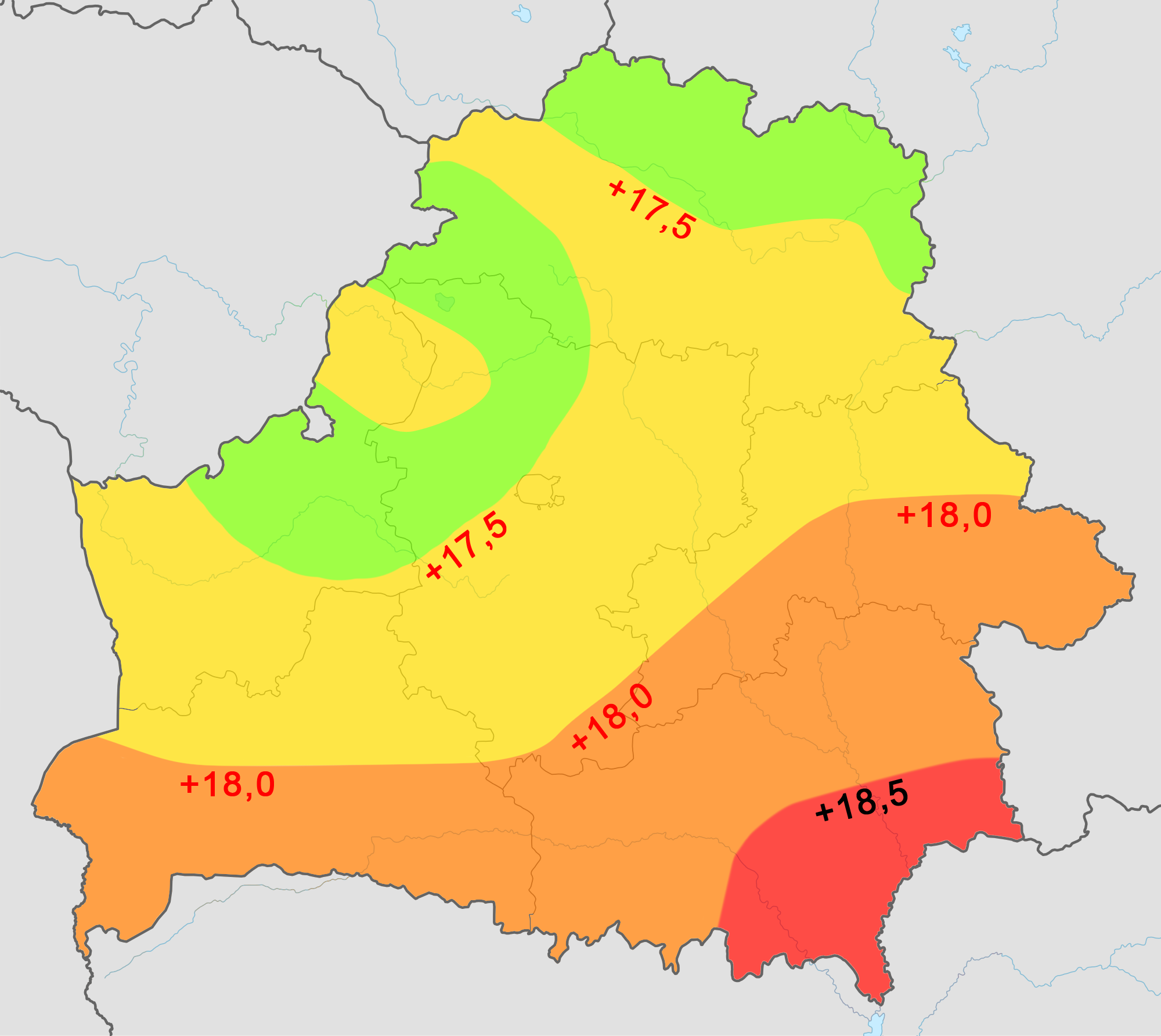
Средняя температура воздуха в Беларуси в июле
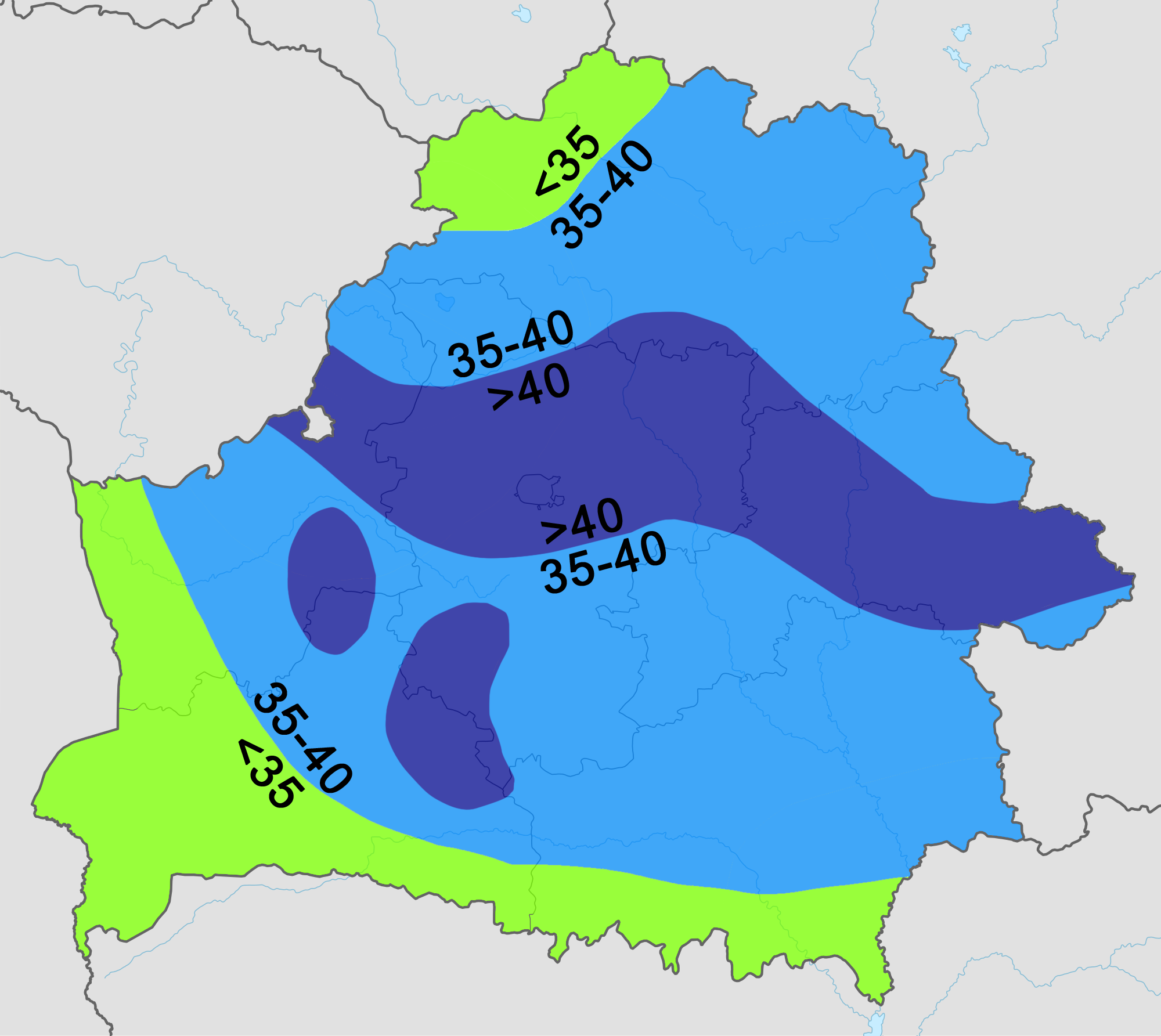
Среднее количество осадков в январе (в миллиметрах)
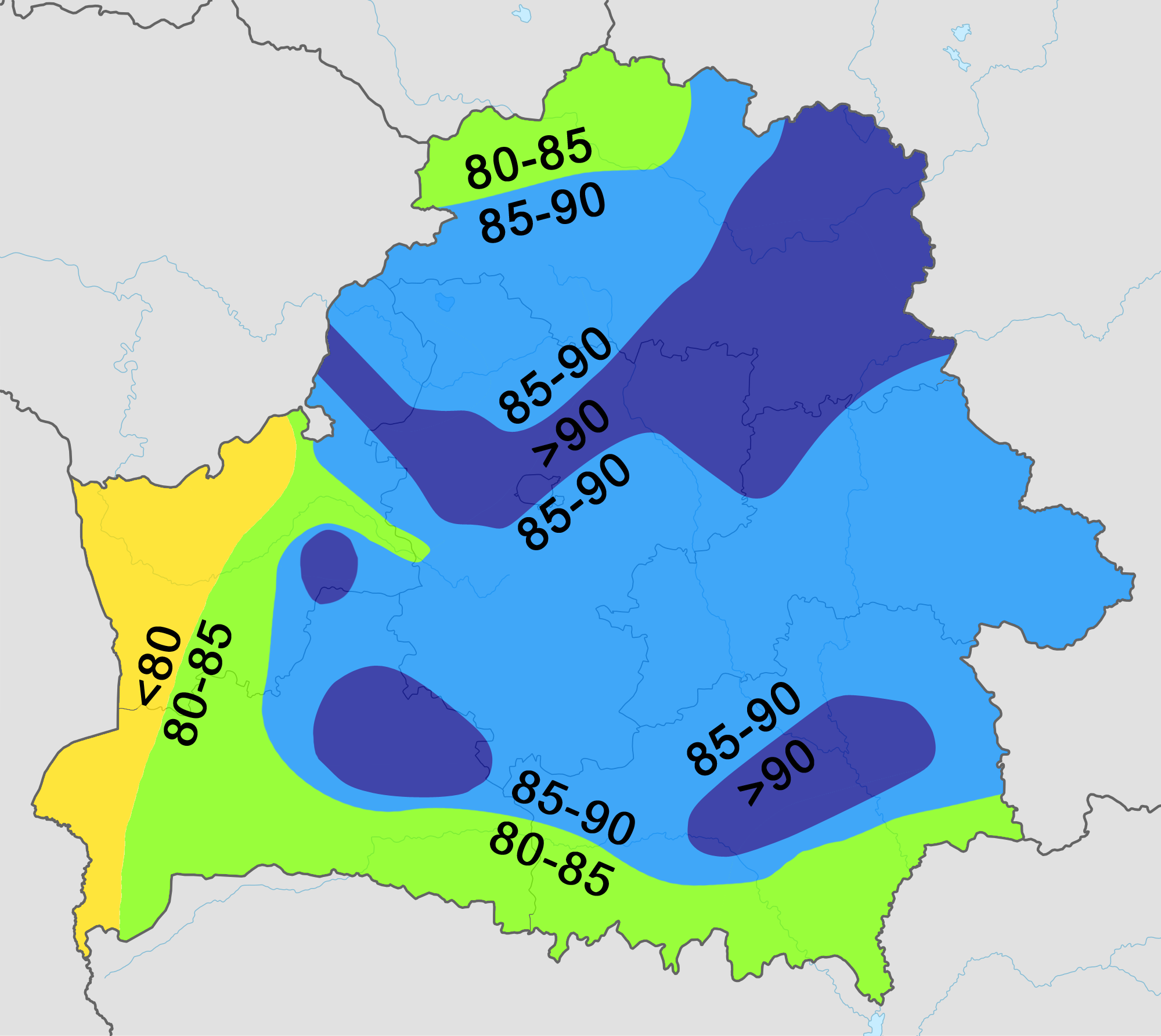
Среднее количество осадков в июле (в миллиметрах)

### Осадки
В среднем в Беларуси выпадает от 600 до 700 мм осадков. В районах, расположенных на моренных возвышенностях, выпадает 650—750 мм осадков, в низинных районах — 600—650 мм. Наибольшее количество осадков в среднем регистрируется в Новогрудке (769 мм). Обычные отклонения от годовой нормы не превышают 200 мм. Абсолютный годовой максимум осадков зафиксирован в Василевичах Гомельской области — 1115 мм, абсолютный минимум — в расположенном неподалёку Брагине (298 мм). Абсолютный рекорд выпадения осадков за месяц зафиксирован в Пружанах — 329 мм, за сутки — на ж/д станции Славное в Витебской области (148 мм, июль 1973 года). Выпадение осадков неравномерно распределено по временам года: 70 % приходится на апрель-октябрь, а самый дождливый месяц — июль. При этом для лета характерны ливни, из-за которых ежемесячные нормы осадков иногда многократно превышают норму; случаются, напротив, и крайне засушливые летние месяцы. Число дней с осадками варьируется от 145 на юго-востоке до 193—195 на северо-западе.
Снег выпадает ежегодно — впервые в октябре-ноябре, а окончательный снежный покров обычно формируется в декабре. Снежный покров в разных регионах удерживается в среднем от 75 дней (юго-запад Беларуси) до 125 дней (северо-восток страны). Средняя высота снежного покрова варьируется от 15 см на юго-западе (запас воды в таком покрове — 30-40 мм) до более чем 30 см на северо-востоке (запас воды — 80—100 мм). Начало таяния снежного покрова также меняется в зависимости от района.
Влажность воздуха в целом довольно высокая. Среднегодовая влажность воздуха в Беларуси составляет 80 % (от 65-70 % в мае-июне до 90 % в декабре-январе). Как правило, число сухих (влажность менее 30 %) дней в году не превышает 5-7 на севере и 13-17 на юго-востоке. В среднем от 35 до 100 дней в году в Беларуси наблюдаются туманы, на возвышенностях — от 65 до 100 дней в году. В среднем в году насчитывается 135—175 пасмурных дней, в зависимости от региона.

### Ветра
На территории Беларуси преобладают западные ветры, приносящие морской воздух Атлантического океана (летом ветер дует в основном с запада и северо-запада, зимой — с запада и юго-запада). Зимой западные ветры, сопровождающиеся циклонами, приносят относительно тёплый воздух высокой влажности, что приводит к повышенной влажности и облачности, а также к осадкам. Кроме них, зимнюю погоду в Беларуси формируют континентальный воздух умеренных широт, сопровождающийся понижением температуры до −10-15 °C, и арктический воздух как морского, так и континентального происхождения, который, в зависимости от происхождения, приводит либо к незначительному, либо к резкому похолоданию (вплоть до −40 °C). Летом воздух с Атлантического океана формирует сравнительно прохладную и влажную погоду, а воздух из Арктики — сухую и тёплую или горячую. На юго-востоке Беларуси и в сопредельных частях страны наблюдается влияние тропического воздуха, способствующего установлению жаркой погоды летом и сильной оттепели зимой.
Среднегодовая скорость ветра варьируется от 3-3,5 м/с в долинах рек и низинах до 3,5-4 м/с на равнинах и возвышенностях. Осенью и зимой ветры, как правило, сильнее, чем весной и летом.

## Гидрология
Днепр — 690 км;
Березина — 613 км;
Припять — 500 км;
Сож — 493 км;
Неман — 459 км;
Птичь — 421 км;
Западная Двина — 328 км.

### Реки
В Беларуси насчитывается 20 800 рек и около 11 тысяч озёр. Больше всего озёр на севере и северо-западе. Суммарная длина всех рек составляет 90,6 тыс. км; 93 % всех рек относятся к малым (длиной до 10 км). Средний уклон рек различается на севере и юге. На севере малые реки текут под уклоном в 2—3 ‰, средние — в 0,5—0,8 ‰, крупные — в 0,1—0,2 ‰; на юге — 1—1,5 ‰ для малых рек, 0,2—0,3 ‰ для средних рек и 0,09 ‰ для Припяти. Средняя скорость течения крупных и средних рек составляет 0,5—0,7 м/сек, в том числе 0,1—0,3 м/сек на плёсах и 0,8—1,5 м/сек на перекатах; малые реки на перекатах изредка текут с большей скоростью.
Главным источником воды для белорусских рек являются атмосферные осадки. Весной, по мере таяния снежного покрова, на реках начинаются половодья (паводки), которые в отдельные годы затопляют прибрежные населённые пункты. На весенние месяцы приходится в среднем 77 % годового речного стока (на летние и осенние — 18-43 %, на зимние — 4-25 %). Западная Двина и реки её бассейна обычно разливаются на 0,3—0,5 км, Неман — на 1—3 км, Березина — на 1,5—5 км, Сож — на 1,5—4 км, Днепр — на 3—10 км, Припять — на 1,5—15 км. В то же время, на Западной Двине самый высокий уровень воды при паводках относительно меженя — от 4,4 до 9 метров. Для Днепра аналогичный показатель составляет 2,9—8,7 м, для Сожа — 3,7—5,3 м, для Припяти — 3,5—4,6 м, для Немана — 2,3—3,9 м, для Вилии — 1,9—3,7 м, для Березины — 2,3—3,4 м. Продолжительность половодья варьируется от 24—67 дней в бассейне Немана до 40—120 дней в бассейне Припяти. Межень на реках бассейна Западной Двины длится от 102 до 188 дней, на реках бассейна Припяти — от 105 до 208 дней. Летом, особенно во время засух, пересыхают на срок до 3,5 месяцев малые реки, а в Полесье иногда и средние. Средняя толщина льда зимой варьируется от 17—45 сантиметров на юге до 29—64 сантиметров на севере и северо-востоке. В среднем ледяной покров держится от 43 до 140 дней, в самые тёплые зимы реки не замерзают.
Самые длинные реки — Днепр (на территории Беларуси — 690 км, общая длина — 2145 км), его приток Березина (одна из нескольких одноимённых рек; 613 км), Припять (500 км на территории Беларуси, общая — 761 км), Сож (493 км, общая — 648 км), Неман (459 км, общая — 937 км), Птичь (421 км), Западная Двина (328 км, общая — 1020 км), Щара (325 км), приток Березины Свислочь (одна из нескольких одноимённых рек; 297 км), Друть (295 км), Вилия (276 км; всего — 510 км), Ясельда (242 км), приток Немана Березина (226 км), Случь (197 км).
Самые полноводные реки — Днепр (средний годовой расход воды — 651 м3/сек на границе с Украиной), Западная Двина (468 м3/сек на границе с Латвией), Припять (403 м3/сек на границе с Украиной недалеко от впадения в Днепр), Сож (219 м3/сек у впадения в Днепр), Неман (214 м3/сек на границе с Литвой), приток Днепра Березина (142 м3/сек у впадения в Днепр) и Западный Буг (110 м3/сек на границе с Польшей). В среднем на территории Беларуси ежегодно формируется 34 км3 совокупного стока всех рек, с учётом транзитного — 57,9 км3, то есть несколько десятков миллиардов кубических метров. Потенциальные ресурсы рек Беларуси для строительства ГЭС небольшие и оцениваются в общей сложности в 900 МВт.
Многие реки загрязнены в результате хозяйственной деятельности (см. раздел «Экология» ниже).

### Каналы
Совокупная протяжённость каналов на территории Беларуси составляет 200 тыс. км, абсолютное большинство которых составляют небольшие мелиоративные каналы длиной менее 20 км. Крупнейшие мелиоративные каналы достигают 52 км в длину. Кроме того, ряд рек в южной части Беларуси канализированы, то есть их русла выпрямлены и используются в том числе для мелиорации. С конца XVIII века было построено несколько судоходных каналов между крупными реками, но большая часть этих каналов в настоящее время непригодна для судоходства. Используются два судоходных канала (оба в Брестской области) — Днепро-Бугский (198 км), связывающий Чёрное и Балтийское море через Днепр, Припять, Западный Буг и Вислу, а также Микашевичский канал (7 км), используемый РУПП «Гранит» для перевозки строительного камня и прочих строительных материалов морским транспортом по Припяти. Из прочих крупных каналов выделяется Вилейско-Минская водная система (62 км), используемая для переброски части воды реки Вилии в Свислочь с целью снабжения питьевой и технической водой Минска.

### Озёра

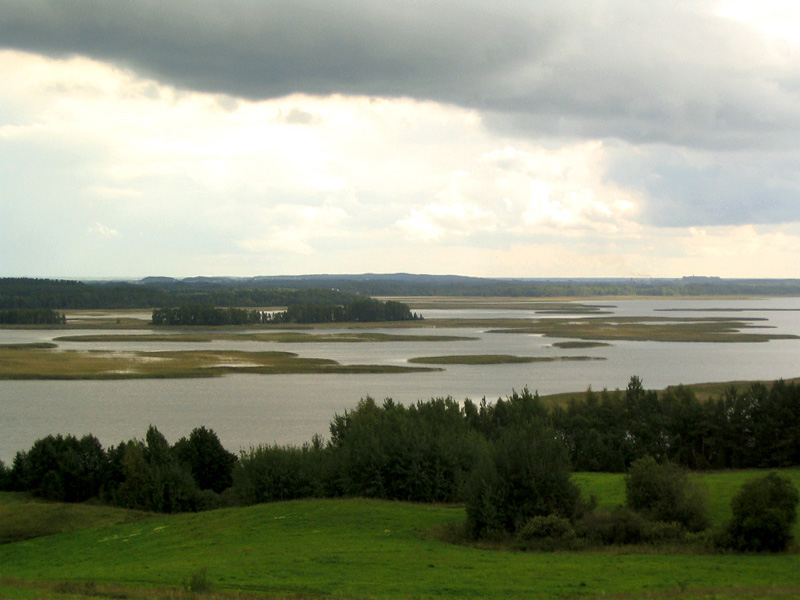
Браславский озёрный край

Из почти 11 тысяч озёр 3/4 небольшие, с площадью менее 0,1 км², а всего 470 озёр имеют площадь более 0,5 км². Больше всего озёр на севере, чуть меньше — на юге страны. В Ушачском и Браславском районах озёра занимают более 10 % территории. Большинство озёр непроточные, а уровень воды в них практически постоянный. Летом мелководные озёра и верхние слои глубоких озёр прогреваются до 18—20 °C (донные слои остаются холодными, их температура составляет около 5—7 °C). Зимой озёра покрыты льдом средней толщиной 50—70 см. Ледяной покров обычно держится от 4 до 5 месяцев, в тёплые зимы — меньше.
Шесть озёр имеют площадь более 30 км²: Нарочь (Мядельский район) — 79,6 км², Освейское (Верхнедвинский район) — 52,8 км², Дрисвяты (Браславский район, частично в Литве) — 44,5 км², Червоное (Житковичский район) — 43,6 км², Лукомское (Чашникский район) — 36,7 км², Дривяты (Браславский район) — 36,1 км² Два самых глубоких озера — Долгое (Глубокский район) — 53,7 м при площади 2,19 км² и Ричи (Браславский район, частично в Латвии) — 51,9 м при площади 13 км². Четвёртое по площади озеро Червоное достигает 4 метров в глубину, а восьмое Выгонощанское (Выгоновское) — всего 2,3 метра при площади 26 км².
Кислотность воды в озёрах варьируется от слабокислой (pH=6—6,5) в условиях болотного питания зимой до щелочной (pH=8—8,5), наиболее распространённый показатель pH=7,5—8. Минерализация озёр сильно различается в зависимости от участия родниковых источников в питании озера: от 30—50 мг/л для озёр с преимущественно болотным питанием до 400—500 мг/л в озёрах со значительным участием родниковой воды в питании. Биогенных соединений азота и фосфора в озёрах обычно немного. В придонных слоях воды концентрация железа достигает 2—3 мг/л.
В озёрах распространены микрофиты (фитопланктон: диатомовые водоросли в глубоких холодных озёрах и сине-зелёные водоросли в мелководных озёрах) и макрофиты (более 200 видов). Из зоопланктона чаще всего встречаются ветвистоусые раки и веслоногие ракообразные. Для бентоса характерны моллюски, малощетинковые черви, комары-звонцы, ракообразные.
По происхождению котловины озёр разделяются на ледниковые, речные и карстовые. Среди ледниковых по происхождению котловин выделяются подпрудные (Нарочь, Освейское, Мядель, Дривяты) кругловатой формы с асимметричными склонами; ложбинные (Долгое, Сенно) — узкие, вытянутые и глубокие; эворзионные, образованные водопадами ледников, а также термокарстовые (просадочные) и смешанные (сложные).

### Водохранилища
На территории Беларуси насчитывается около 1500 мелких и более 150 крупных водохранилищ. Большинство водохранилищ расположено в южной части Беларуси. По 50 крупных водохранилищ расположено в бассейнах Днепра и Припяти. На большинстве водохранилищ напор воды не превышает 2-3 м, самый большой — у Вилейского водохранилища (12 м).
Крупнейшие водохранилища Беларуси
| Название на русском языке   | Название на белорусском языке | Расположение (район)      | Площадь (2001 год) | Объём (2001 год) |
| --------------------------- | ----------------------------- | ------------------------- | ------------------ | ---------------- |
| Вилейское                   | Вілейскае                     | Вилейский                 | 64,6 км2           | 238 млн м3       |
| Заславское («Минское море») | Заслаўскае                    | Минский                   | 25,6 км2           | >100 млн м3      |
| Краснослободское            | Чырвонаслабодскае             | Копыльский, Солигорский   | 23,6 км2           | 69,5 млн м3      |
| Солигорское                 | Салігорскае                   | Солигорский               | 23,1 км2           | 55,9 млн м3      |
| Любанское                   | Любанскае                     | Любанский, Стародорожский | 22 км2             | 39,5 млн м3      |
| Чигиринское                 | Чыгірынскае                   | Кировский, Быховский      | 21,1 км2           | 60 млн м3        |
| Погост                      | Пагост                        | Пинский                   | 16,2 км2           | 54,5 млн м3      |
| Локтыши                     | Лактышы                       | Ганцевичский              | 15,9 км2           | 50,2 млн м3      |
| Осиповичское                | Асіповіцкае                   | Осиповичский              | 11,9 км2           | 17,5 млн м3      |

Также известны Чижовское водохранилище и Комсомольское озеро в Минске.

### Болота
Болота Беларуси являются уникальной экосистемой, в которой проживают много видов птиц и животных, занесённых в красную книгу. В советский период много болот было осушено с целью увеличения количества пашен. Больших результатов это не принесло, так как оказалось, что не на всех болотах приживались разные виды сельскохозяйственных культур.
Болота есть во всех районах Беларуси. Больше всего их в Полесской низине, особенно в Припятском Полесье, а также в низинах центральной и северной части страны. Значительно меньше болот на возвышенностях и на левобережье Днепра. Болота занимают больше трети площади нескольких районов — Пинского (41,3 % общей площади района), Любанского (39,1 %) и Брагинского (37,5 %). Меньше всего болот в Волковысском (1,2 %) и Новогрудском районах (1,8 %). Крупнейшие по площади болота находятся в Брестской области — Поддубичи (48 тысяч га), Выгонощанское (43 тысячи га), Великий Лес (40 тысяч га), Гричин (33 тысячи га, частично в Солигорском районе Минской области), Обровское (32 тысячи га), Хольча (26 тысяч га), а также расположенное в Миорском районе Витебской области верховое болото Ельня. В болоте Ореховский Мох Пуховичского района толщина торфяного слоя достигает рекордных 10,5 метров при средней толщине в 1,5-2 метра.

## Почвы

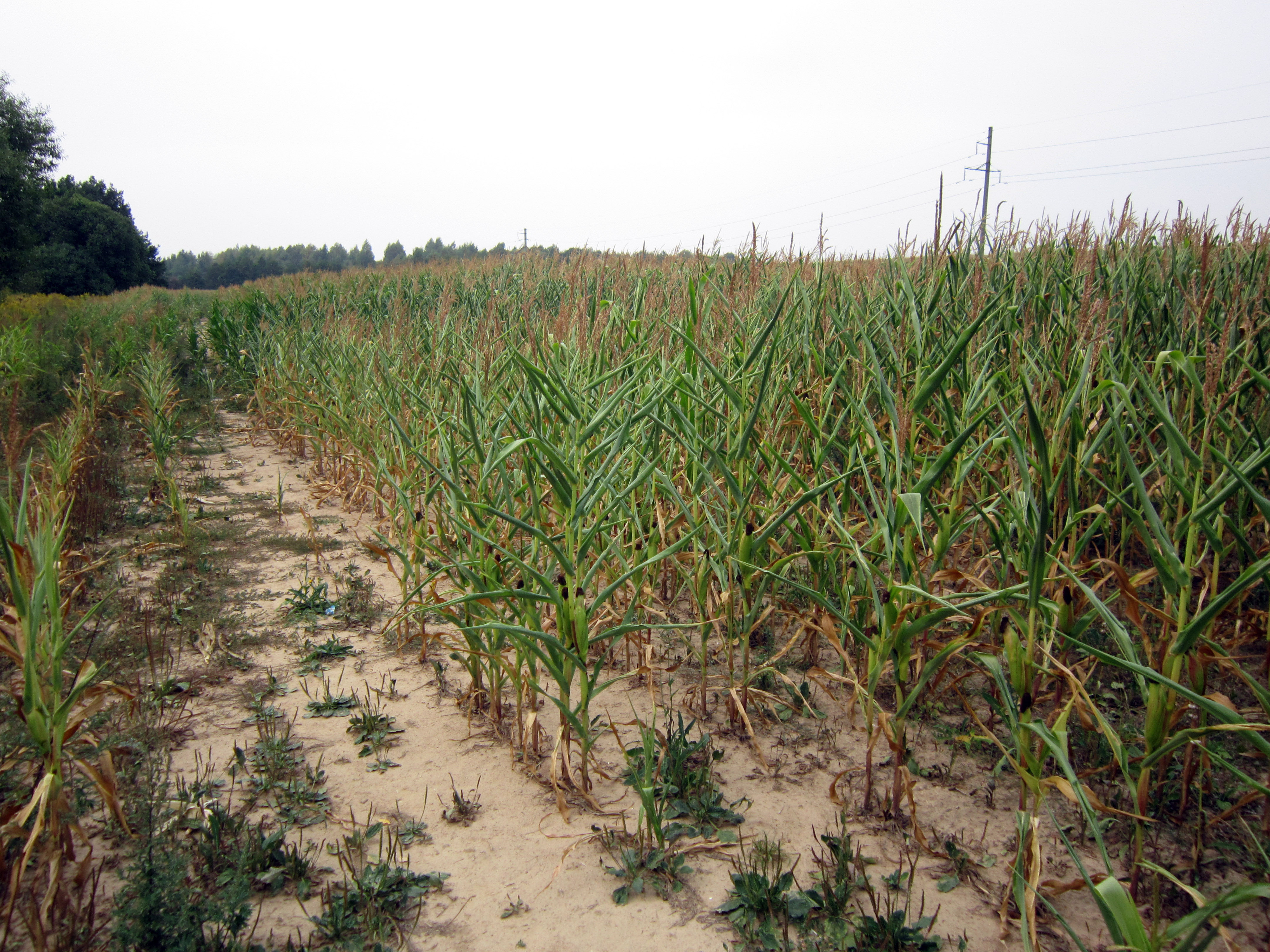
Кукурузное поле, расположенное на песчаных почвах возле Минска

На территории Беларуси наиболее распространены дерновые, дерново-карбонатные и дерново-подзолистые почвы. Представлены также полугидроморфные пойменные (аллювиальные) почвы в долинах рек и гидроморфные почвы (болотные низинные, верховые, пойменные) в заболоченной местности. 65,3 % пашни относится к автоморфным почвам, 28 % — к полугидроморфным, 6 % — к гидроморфным. По механическому составу почвы делятся на глинистые (0,05 %), суглинистые (31,6 %), супесчаные (27,75 %), песчаные (31 %), торфяные (9,6 %). Суглинистые и супесчаные почвы чаще задействованы в сельском хозяйстве: доля глинистых и суглинистых почв среди пашенных земель составляет 41,5 %, супесчаных — 40,3 %, песчаных — 12,2 %, торфяных — 6 %. В различных областях типы почв заметно различаются: в частности, в Брестской области почти треть почв относится к гидроморфным (болотным), а в Могилёвской области их лишь 9 %; в Минской области автоморфных дерново-подзолистых, дерновых и дерново-карбонатных почв более 60 %, в Брестской области — 23 %.
Большая часть почв — кислые, от сильнокислых (pH=2,2—3,2) в гидроморфных болотных почвах верхового типа до слабокислых и близких к нейтральной кислотности. До конца 1980-х годов в почву ежегодно вносились миллионы тонны извести, но впоследствии эти работы замедлились. Тем не менее, средневзвешенный уровень pH с 1966 по 2003 год вырос с 4,93 до 5,98, что существенно улучшило условия для ведения сельского хозяйства. Неурегулированность кислотности варьируется от 0,02 в Несвижском районе (почвы практически не нуждаются в дополнительном известковании) до 0,69 в Лельчицком районе. По подсчётам почвоведа Н. В. Клебановича, за 1965—2003 годы на территории Беларуси было внесено 145 млн тонн карбоната кальция, затраты составили (в пересчёте) около 2 млрд. долларов. В результате проводимых мероприятий доля почв I и II групп кислотности к началу XXI века сократилась в десятки раз. В самом начале массового известкования, в 1966—1970 годах, 83% почв имели уровень кислотности (pH) ниже 5,5, хотя оптимальным для ведения сельского хозяйства считается pH 6,2-6,5 (в водной вытяжке) или 5,6-5,8 (в солевой вытяжке).
Бонитет (хозяйственная ценность почвы) большей части почв невысокий, высококачественных с хозяйственной точки зрения почв очень мало. Очень низкое качество почвы характерно для автоморфных дерново-подзолистых оглеенных снизу песчаных почв (2 % территории) — 36 баллов, для полугидроморфных иллювиально-гумусовых подзолов (1,5 % территории) — 20 баллов, для гидроморфных болотных почв верхового типа (2 %) — от 20 баллов и ниже (последние практически непригодны для ведения сельского хозяйства), а также ряда других. В зависимости от механического состава качество одного и того же типа почвы может сильно различаться (в частности, песчаные полугидроморфные аллювиальные почвы оцениваются в 37 баллов, супесчаные — в 59 баллов, суглинистые — в 74 балла). Самым высоким качеством характеризуются автоморфные дерновые и дерново-карбонатные почвы — от 82 до 100 баллов, однако всего в республике их задействовано лишь 21 тыс. га (0,2 % общей площади пашни).

## Флора

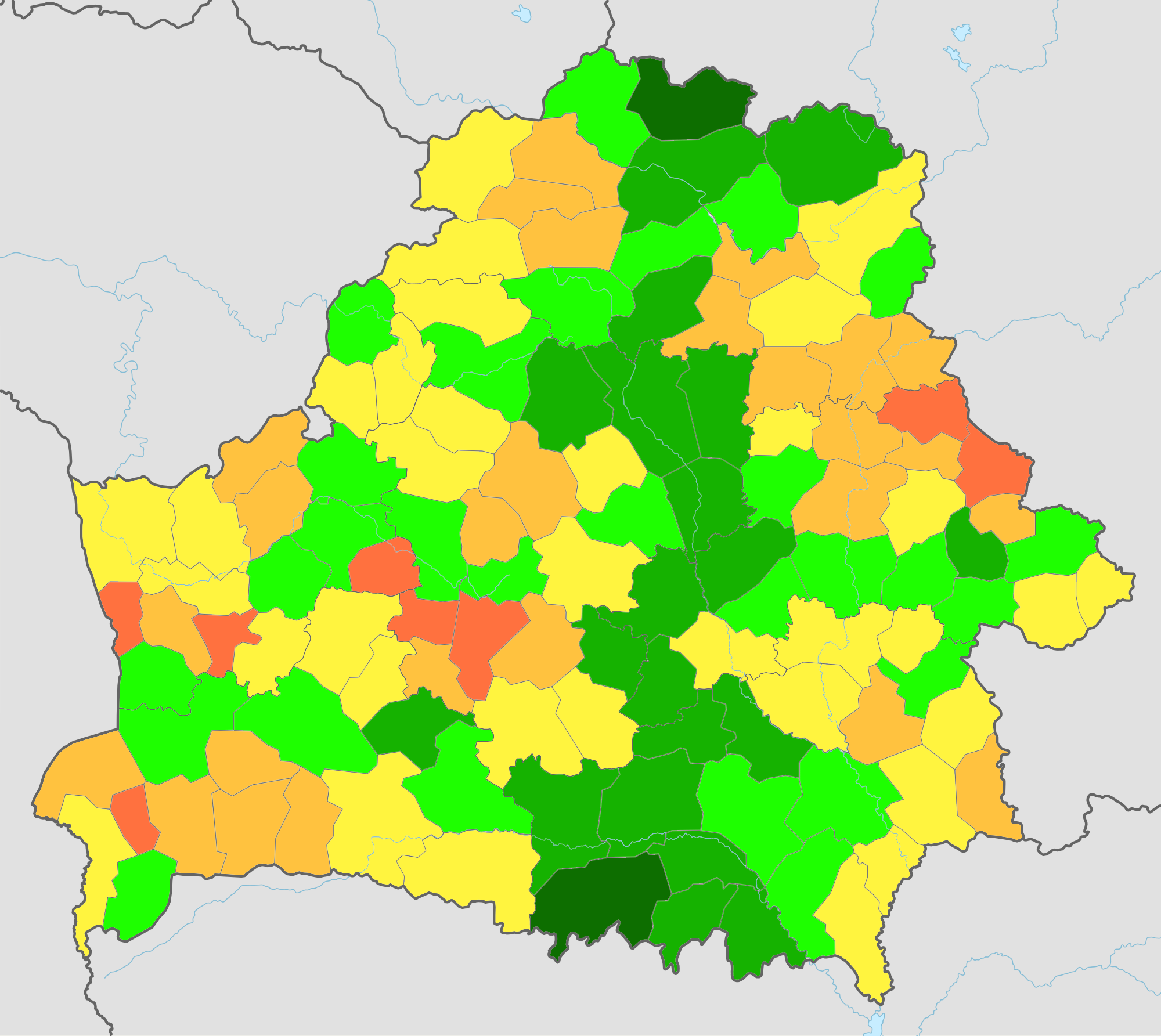
Процент площади районов Республики Беларусь, занятой лесами.
более 60%
50—60%
40—50%
30—40%
20—30%
менее 20%

На территории Беларуси насчитываются около 1,5 тысяч видов сосудистых растений (из них 1422 покрытосеменных (цветковых) — 340 однодольных и 1082 двудольных), около 450 видов мхов, около 2 тысяч видов водорослей, более 1,5 тысяч видов грибов.
Леса занимают около 2/5 территории страны. Сравнительно мало крупных лесных массивов (два крупнейших — Беловежская и Налибокская пущи), но нет и безлесных районов. Наиболее лесистый район страны — Лельчицкий на юге страны (62 % его площади покрыто лесами), наименее лесистый — Несвижский в центре (10 %). Самая лесистая область — Гомельская (45,1 %), остальные регионы значительно уступают ей: леса занимают по 37,4 % площади Минской и Витебской областей, 36 % Могилёвской области, 34,3 % Гродненской области и 34,1 % Брестской области. Самые распространённые породы деревьев в лесах Беларуси — сосна (50,2 %), берёза (20,8 %), ель (10 %), чёрная ольха (8,2 %), дуб (3,3 %), серая ольха (2,3 %), осина (2,1 %). По состоянию на 2004 год совокупные запасы древесины в лесах страны оценивались в 1340 млн м3, из которых 738 млн м3 приходится на сосну, 233 млн м3 на берёзу, 43 млн м3 на дуб. Ежегодный прирост древесины оценивается в 28 млн м3 (17 млн м3 древесины хвойных пород, 10 млн м3 мягколистных, 1 млн м3 твердолистных) Средний возраст лесов в 2004 году составлял 48 лет (54 года — хвойных, 64 года — твердолистных, 37 лет — мягколистных). Ежегодно леса Беларуси связывают более 100 млн тонн углекислого газа и выделяют более 80 млн тонн атомарного кислорода.
15,4 % территории Беларуси занимают луга. Около 1/3 лугов — естественные (природные), 2/3 — улучшенные (искусственные), более половины последних мелиорированы. Естественные луга по расположению делятся на суходольные, низинные и поймовые. На увлажнённых суходольных лугах наиболее распространены луговик, осока заячья, жёлтая, просяная. На низинных лугах при длительном переувлажнении преобладает осока (пузырчатая и островидная), при кратковременном — луговик. На улучшенных лугах культивируют 6 видов бобовых и 12 злаковых растений.
На болотах Беларуси известно 267 видов покрытосеменных (цветковых) и высших споровых растений — 167 вид трав, 37 видов древесных и кустовых пород, 31 вид сфагновых мхов, 32 вида зелёных мхов. Более 50 видов растений, произрастающих преимущественно на болотах, считаются ценными лекарственными.
В водоёмах страны известно 260 видов высших растений и более 2 тысяч видов водорослей. На дне водоёмов на большой глубине (до 10 метров) при достаточной прозрачности воды могут образовываться подводные луга из водорослей и мхов (фонтиналис). Из растений с водоплавающими листьями распространены белая кувшинка, жёлтая кубышка, земноводный горец, рдест плавающий. На глубине 1,5-2 метра чаще всего встречаются тростник, камыш озёрный, рогоз, хвощи, водяной манник, на берегах водоёмов — рогоз, хвощи, ежеголовник, сабельник, стрелолист, ирис и другие.
На 2007 год под охраной государства находится 7,22 % территории Беларуси.

## Фауна

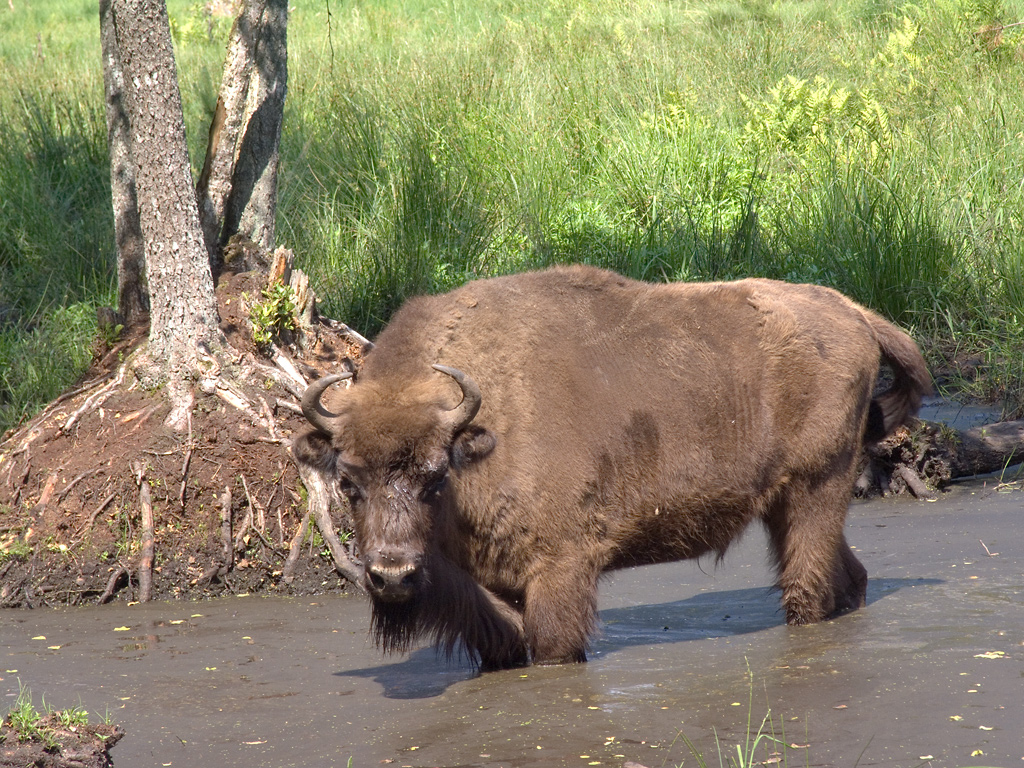
Европейский зубр в Беловежской пуще.

Животный мир сочетает представителей широколиственных лесов, тайги и лесостепи. Распространены водоплавающие птицы. Среди представителей фауны наиболее часто встречаются дикий кабан, лось, заяц, бобр. На территории национального парка «Беловежская пуща» живут зубры (европейские бизоны), находящиеся под охраной государства. В верхней части бассейна реки Березины находится Березинский заповедник, в котором среди охраняемых животных — бобр и выдра.
Всего на территории Беларуси обитает более 400 видов позвоночных и около 8000 видов беспозвоночных. Ряд видов занесён в Красную книгу Республики Беларусь. Кроме того, некоторые виды на территории страны уже вымерли: в XVII веке исчез европейский тур, в XIX веке были уничтожены популяции соболя и росомахи, исчезли тарпаны и благородные олени, в начале XX века исчез дикий кот. Исчезли (истреблены или изменили ареал) также некоторые птицы: розовый пеликан, большой баклан, серый гусь, турпан, дрофа, стрепет, колпица. Практически вымерли речной бобр (впоследствии популяция восстановилась) и лесная куница. В XX веке были завезены уссурийская енотовидная собака, енот-полоскун, ондатра, благородный олень, бородатая куропатка, обыкновенный фазан и некоторые другие виды. Спонтанно начали появляться новые виды диких птиц — горихвостка-чернушка, канареечный вьюрок и кольчатая горлица.
Млекопитающих, которые обитают в дикой природе, насчитывается 73 вида, в том числе 24 вида грызунов и 16 видов хищных. Большая часть млекопитающих обитает в лесах; на лугах, в полях и вблизи человеческих жилищ их меньше. По состоянию на 2002 год в стране насчитывалось около 4,5 тыс. волков, 40 тыс. лис, 225 тыс. зайцев (беляков и русаков), 4,5 тыс. оленей, 35 тыс. кабанов, 33 тыс. бобров, 15 тыс. лосей. По состоянию на 2018 год насчитывалось 38,4 тыс. лосей, 22,7 тыс. благородных оленей, 2,6 тыс. кабанов (большая часть популяции уничтожена в 2013—2014 годах из-за африканской чумы свиней), 100,2 тыс. косуль, 106,5 тыс. белок, 172,3 тыс. зайцев, 25,3 тыс. лис, 18,9 тыс. ондатр, 24,5 тыс. норок американских, 52,9 тыс. бобров.

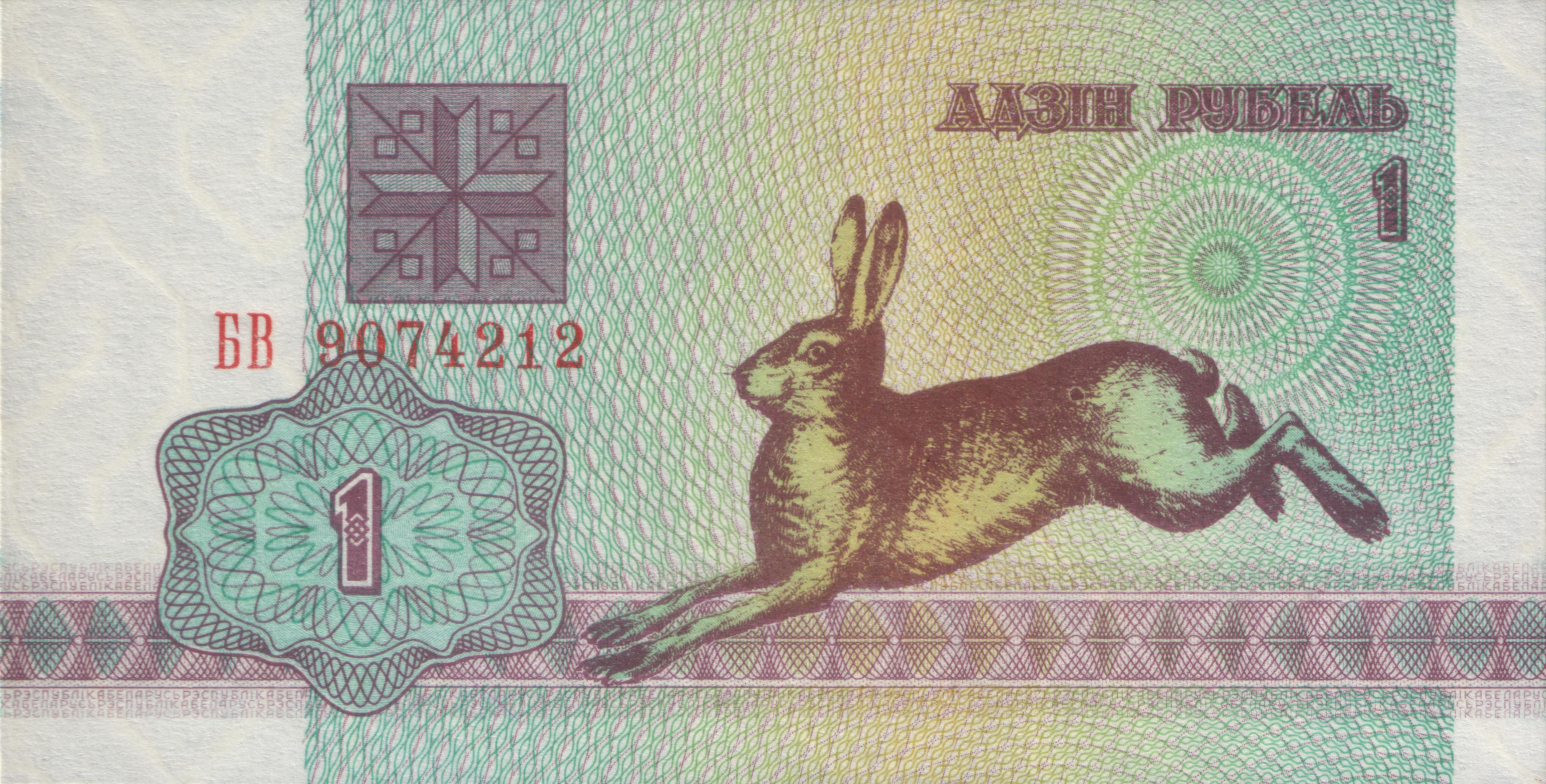
Заяц-русак на банкноте в 1 белорусский рубль образца 1992 года.

Известно 286 видов птиц, 206 из которых гнездятся на территории страны. Также насчитывается 38 перелётных видов, 10 видов, которые прилетают только зимой и 32 вида, которые прилетают изредка. 102 вида птиц гнездятся в лесах, 61 — в болотах, на влажных лугах и вблизи водоёмов, 42 вида гнездятся на полях, сухих лугах, в населённых пунктах. Лучше других представлены представители воробьиных — 108 видов. Среди лесной дичи распространены глухарь, тетерев, белая куропатка, вальдшнеп, среди водоплавающей дичи — кряква, чирок-свистунок, красноголовый нырок, среди болотной дичи — дупель и бекас. В среднем на 1000 га лесов (за исключением заповедных зон) обитает 1 глухарь и 5 тетеревов. Чаще всего, однако, встречаются лесные певчие птицы, среди которых наиболее распространены зяблики, пеночка-трещотка (желтобровка), лесной конёк, серая мухоловка, певчий дрозд, иволга и другие. На 10 га сосновых лесов в среднем приходится 23 пары певчих птиц, на 10 га берёзовых лесов — 30, на 10 га ольховых лесов — 40, на 10 га ельников — 30, на 10 га дубрав — 34 пары. Всего на территории страны обитает около 670 тыс. уток, 108 тыс. куропаток, 51 тыс. тетеревов, 9 тыс. глухарей.

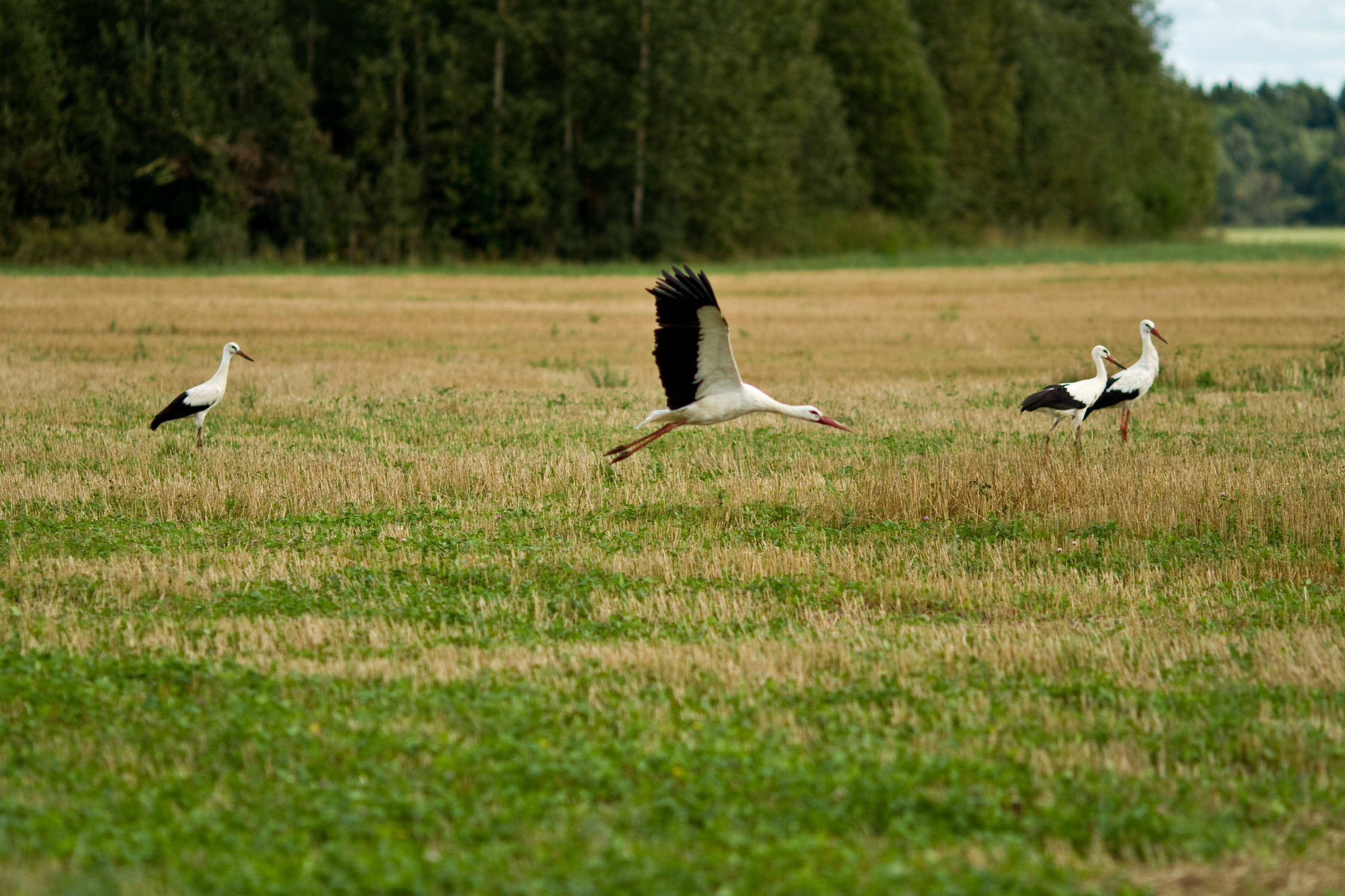
Белые аисты в Витебской области.

Рыбы представлены 54 видами, 45 из которых относятся к аборигенным видам. 31 аборигенный вид встречается как в реках бассейна Балтийского моря (Нёман, Западная Двина, Западный Буг, Нарев, Ловать), так и в притоках Днепра. Самые распространённые виды — щука, плотва, язь, краснопёрка, линь, уклейка, густера, лещ, горчак, обыкновенный карась, щиповка, вьюн, сом, налим, окунь, ёрш. Ряпушка, хариус, корюшка, угорь и некоторые другие виды обитают только в реках бассейна Балтийского моря, стерлядь, бычок и другие — только в притоках Днепра, ручьевая форель встречается только в верховьях отдельных притоков Нёмана и притока Днепра Березины. Рыбные хозяйства активно разводят различные виды рыб, ранее не встречавшиеся на территории страны.
На территории Беларуси известно 13 видов земноводных и 7 видов пресмыкающихся. Чаще всего встречаются прыткая и живородящая ящерицы, обыкновенная гадюка, обыкновенный уж, серая и зелёная жаба, а также 4 вида лягушек — озёрная, остромордая, прудовая и травяная и 2 вида тритонов.
Повсеместно распространены насекомые. Известно около 400 видов долгоносиков, 200 — тли, 100 — жужелиц, 100 — комаров, 50 видов стрекоз, а также тысячи других видов насекомых. Издавна практикуется пчеловодство; кроме того, шмели и некоторые жуки участвуют в опылении растений. Ряд видов насекомых являются значимыми вредителями сельского хозяйства: колорадский жук, льняная блошка, полосатый посевной щелкун, озимая совка, капустная тля, несколько видов плодожорок и белянок, а также некоторые другие насекомые. В Красную книгу Республики Беларусь внесено 69 видов насекомых, находящихся под угрозой вымирания.

## Государственные заповедники и охрана природы
Национальные парки
Имеется шесть охраняемых государством заповедных территорий — четыре национальных парка и два заповедника:
- Национальный парк «Беловежская пуща»
- Национальный парк «Браславские озёра»
- Национальный парк «Нарочанский»
- Национальный парк «Припятский»
- Полесский государственный радиационно-экологический заповедник
- Березинский биосферный заповедник

В республике расположено 99 заказников республиканского значения и 277 — местного значения, а также 326 памятников природы республиканского и 578 — местного значения. Общая площадь республиканских заказников — 958,6 тыс. га (4,6% площади страны), местных — 364 тыс. га (1,8%).
Крупнейшие по площади заказники республиканского значения — ландшафтный Ольманские болота в Столинском районе Брестской области (94 219 га), ландшафтный Средняя Припять в Пинском, Столинском, Лунинецком и Житковичском районах Брестской и Гомельской областей (90 447 га), гидрологический Выгонощанское в Ганцевичском, Ивацевичском и Ляховичском районах Брестской области (43 000 га), самые маленькие — биологический Лебяжий в Минске (51 га) и биологический Антоново в Логойском районе Минской области (77 га).

## Геология

### Геологическое строение
Вся территория Беларуси располагается на западе Восточно-Европейской платформы и состоит из кристаллического фундамента, состоящего преимущественно из метаморфических и магматических пород, и платформенного чехла, состоящего из осадочных, вулканических и вулканическо-осадочных пород. Мощность слоя осадочных пород варьируется от 20-100 метров в Микашевичско-Житковичском выступе до 5-6 километров в Припятском прогибе; на крайнем юге Беларуси кристаллические породы выходят на поверхность.

### Полезные ископаемые
В Беларуси разведано более 4 тысяч месторождений и залежей полезных ископаемых, около 30 видов минерального сырья. Особое место среди них занимают калийные соли, по промышленным запасам которых страна занимает одно из первых мест в Европе. Запасы каменной соли практически неисчерпаемы. Беларусь богата нерудными полезными ископаемыми (граниты, доломиты, известняки, мел, глины, суглинки, песчано-гравийные материалы). Широко распространены залежи торфа.

#### Горно-химическое сырьё
Калийные соли
 Каменная соль
Калийные соли
По состоянию на 1975 год промышленные запасы калийных солей оценивались в 8,3 млрд тонн, в том числе 6,3 млрд тонн во 2-м и 3-м горизонтах Старобинского месторождения (содержание KCl до 28 %, MgCl2 до 0,4 %) и 2 млрд тонн в 4-м горизонте Петриковского месторождения (содержание KCl 16—25 %, MgCl2 0,4—3,8 %). Общие прогнозные запасы калийных солей в Припятской впадине оцениваются в 80 млрд тонн. В 1990-е годы было разведано Октябрьское месторождение. В результате, к 2004 году промышленные запасы калийных солей были пересмотрены и составили 10 млрд тонн.
Каменная соль
В Припятской впадине на площади 25 тыс. км2 сконцентрированы практически неисчерпаемые запасы каменной соли. Месторождения сформировались в верхнедевонский период и образуют два слоя. Три месторождения разведаны — Старобинское, Мозырское, Давыдовское (промышленные запасы — более 22 млрд тонн, перспективные — значительно больше); на первых двух ведётся добыча.
Фосфориты

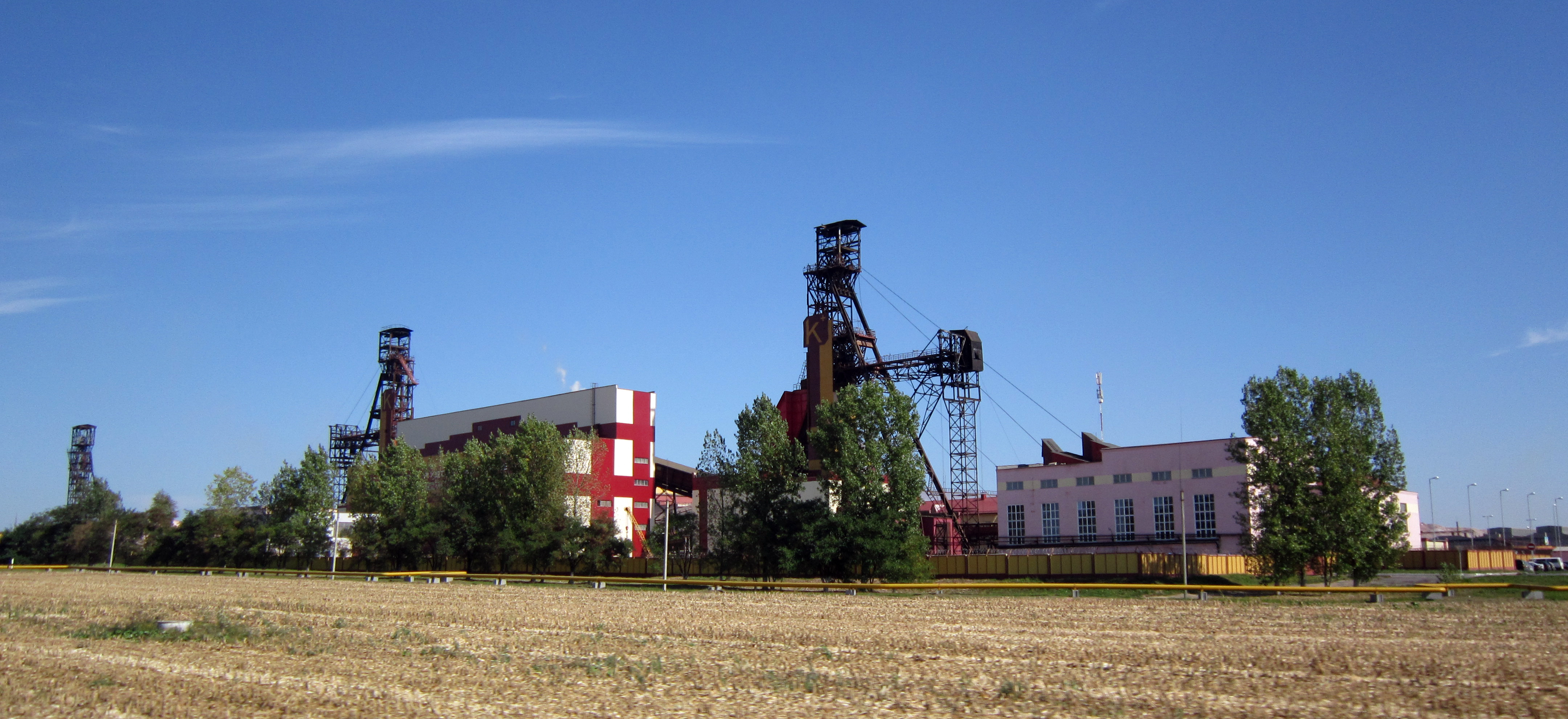
Второе рудоуправление «Беларуськалия»

Разведаны два месторождения фосфоритов в Могилёвской области — возле Мстиславля и в Лобковичах Кричевского района. Месторождения, сформировавшиеся в меловой период, располагают около 60 млн тонн сырья (совокупные прогнозные запасы оцениваются в 400 млн тонн). Конкреции фосфоритов сосредоточены в одном-двух слоях песка (содержание фосфорного ангидрида P2O5 — от 3,5 % до 15 %), изредка в виде плит толщиной около 0,1 м (содержание P2O5 — до 71 %). Промышленное освоение осложняется обводнённостью и залеганием на достаточной глубине (в среднем 34 метра). В 2009 году министр природных ресурсов Леонтий Хоружик оценил прогнозные ресурсы фосфоритов в стране в 900 млн т.
В 2009 году Министерство природных ресурсов и охраны окружающей среды Республики Беларусь объявило о подготовке к разработке месторождений фосфорного сырья методом скважинной гидродобычи; ожидилось, что технологию разработает Национальная академия наук Беларуси. Впоследствии вопрос разработки этих месторождений был отложен.

#### Сырьё для производства строительных материалов
Легкоплавкие глины, суглинки и супески
Более 500 месторождений разбросаны по всей территории страны (в конце XIX — начале XX века глину для изготовления кирпичей добывали и в черте Минска — район Тучинки); месторождения наиболее высококачественных озёрно-ледниковых глин расположены преимущественно в Витебской области. Совокупные прогнозные запасы оцениваются в 1,5 млрд м3.
Песчано-гравийно-галечные материалы
Известно более 100 месторождений; прогнозные запасы составляют примерно 1,5 млрд м3.
Силикатные и строительные пески
Разведано более 20 месторождений с запасами около 135 млн м3. Крупнейшие месторождения — Нижний Половинный Лог (Могилёвский район) и Лебежаны (Барановичский район). Прогнозные запасы оцениваются в 2 млрд м3.
Цементное сырьё
Крупнейшие месторождения различных видов сырья для производства цемента (мел, мергель, озёрно-ледниковые, неогеновые и моренные глины) известны в Гродненской, Витебской, Могилёвской и Гомельской областях. Разведанные запасы крупнейшего в Европе Коммунарского месторождения (Костюковичский район) — 460 млн тонн карбонатного компонента, в остальных месторождениях — в общей сложности 600 млн тонн. Также разведано 85 млн тонн глин, пригодных для использования в цементной промышленности. В Волковысском районе добыча кремня для изготовления каменных орудий труда началась несколько тысяч лет назад. На местном сырье действуют три цементных завода — в Красносельском (Волковысский район), Костюковичах и Кричеве; некоторое время рассматривалась возможность строительства четвёртого завода, в Гомельской области.
Известковое сырьё
Известно почти 50 месторождений мергельно-меловых пород верхнемелового периода, а также крупное месторождение доломитов Руба возле Витебска. Добыча мела хорошо развита (в 1975 году БССР находилась на третьем месте в СССР по его добыче). Разведанные запасы мела составляют 0,175 млрд тонн, доломита (в Рубе) — 0,5 млрд тонн. Прогнозные запасы мела — 3,8 млрд тонн, доломита — 0,7 млрд тонн.
Строительный камень
В местах выхода на поверхность кристаллического фундамента в Полесье находятся крупные запасы строительного камня. Промышленная добыча налажена в Микашевичах (Лунинецкий район) и Глушковичах (Лельчицкий район), известны также месторождения в Синкевичах (Лунинецкий район) и Житковичах.
Каолины
Разведано несколько месторождений каолинов в Лунинецкой и Житковичской областях (Ситница, Дедовка, Березина, Люденевичи и другие) с общими запасами 27 млн тонн. Каолин залегает на глубине от 13 до 57 метров. Промышленное освоение затрудняется повышенным содержанием окислов-красителей, что снижает перспективы применения. Белорусский каолин не используется для производства фарфора и санитарной керамики из-за более высокого содержания примесей по сравнению с импортным сырьём, а также вследствие неоднородности химического и зернового состава. Опытные партии фарфоровой посуды и санитарной керамики, изготовленные из смесей украинского и белорусского каолина, показали отсутствие резких колебаний качества по основным техническим показателям, однако их белизна оказалась существенной ниже контрольной. Предполагается, что достижение необходимых показателей белизны изделий возможно при предварительной химической обработке белорусского сырья соляной, серной и щавелевой кислотами с целью очистки от кварцевых и железосодержащих примесей. Без специальной очистки использование белорусского каолина считается наиболее перспективным для производства алюмосиликатных огнеупоров.
Тугоплавкие и огнеупорные глины
Разведано 5 месторождений тугоплавких глин (в основном в Столинском и Лоевском районах), общие запасы которых составляют более 60 млн тонн. Известно одно месторождение огнеупорных глин — Глинка в Столинском районе с запасами 6,5 млн тонн. Совокупные прогнозные запасы тугоплавких и огнеупорных глин оцениваются в 250 млн тонн.
Стекольные и формовочные пески
Крупнейшие месторождения расположены в Лоевском и Добрушском районах. Запасы стекольных и формовочных песков на двух крупнейших месторождениях (Лоевское и Ленино) — 8,5 и 45 млн тонн соответственно, прогнозные запасы оцениваются в 200 и 300 млн тонн соответственно. Также месторождения имеются в Ветковском и Столинском районах.
Природные минеральные пигменты
Известны месторождения белых (мел, см. выше), красно-коричневых (болотные железные руды), жёлтых (охра) и зелёных (глауконит и сидерит) красителей. Болотные руды встречаются в Полесье повсеместно, охра добывается в Лоевском районе.
Мрамор и волластонит
В Кореличском районе Гродненской области выявлены мрамор и волластонит (Рудьмянском проявление).

#### Горючие полезные ископаемые
Нефть
 Бурый уголь
Нефть и природный газ
Нефть добывается в северной части Припятской впадины в Гомельской области. Известно 77 месторождений, большая часть которых сконцентрирована между Лоевом, Речицей, Светлогорском и Октябрьским. Крупнейшие месторождения — Вишанское, Осташковичское, Южно-Осташковичское, Золотухинское, Речицкое (Октябрьский, Светлогорский, Речицкий районы Гомельской области). Средняя глубина залегания нефтяных слоёв составляет от 1,9 до 3,8 километра, на некоторых участках — до 4,6 километров. Нефть залегает в отложениях девонского периода — доломитах, известняках, изредка в песчаниках; зачастую над месторождениями нефти залегает каменная соль. Нефть в различных месторождениях неоднородна по цвету (от светло-зелёного до тёмно-бурого) и составу: содержание серы варьируется от 0,05 до 1,13 %, парафина — от 3,39 % до 14,1 %, лёгких фракций, выкипающих при температуре до 300 °C — от 29 % до 61 %, асфальто-смолистых веществ — от 4 % до 33 %. В нефти растворён газ (как правило, метан-бутан) — от 5 до 266 м3 на 1 тонну нефти. На Белорусском газовом заводе в Речице ежегодно извлекается около 220 млн м3 попутного газа, что покрывает около 1 % собственных нужд. Самостоятельные месторождения природного газа неизвестны. В начале XXI века крупнейшие нефтяные месторождения вступили в завершающую фазу разработки, при которой эффективность добычи падает. При нынешнем уровне добычи (1,681 млн тонн в 2011 году) запасов нефти хватит на 35 лет, а при условии открытия новых месторождений — приблизительно на 60 лет. Геологи допускают возможность обнаружения новых месторождений и в других регионах страны — в Оршанской и Подлясско-Брестской впадинах.
Горючие сланцы
Прогнозные запасы горючих сланцев в Припятской впадине — 11 млрд м3 на площади более 10 тыс. км2. На Туровском участке сланцы залегают на глубине от 70 до 470 метров. Прогнозные запасы сланцев на Туровском участке — 1,2 млрд тонн, в том числе 0,35 млрд тонн с теплотой сгорания от 1600 ккал/кг. Средняя зольность — 72,9 %, выход смолы — 8,1 %. На Любанском участке сланцы залегают на глубине от 260 до 430 метров, средняя теплота сгорания — 1610 ккал/кг, прогнозные запасы — 0,6 млрд тонн. Любанские сланцы имеют зольность 71,8 % и выход смолы 10,3 %. Кроме того, сланцы были обнаружены при разведке Старобинского соляного месторождения. Белорусские сланцы считаются резервным видом топлива из-за глубокого залегания и невысокого качества. Перспективы добычи сланцевого газа пока неясны, ведётся бурение исследовательских скважин в Припятском прогибе.
Бурый уголь
Разведано 2 перспективных месторождения в отложениях палеогенового и неогенового периодов — Житковичское в одноимённом районе и Бринёвское в Петриковском районе. Кроме них, известны небольшие Кобринское и Антопольское месторождения, чересчур глубокое для экономически целесообразного освоения Краснослободское месторождение, а также сложное для разработки Боровское месторождение в Гомельской области. В угле Житковичского месторождения содержится до 63 % влаги, до 45 % золы, в сухом угле — от 4,7 % до 5 % водорода, от 61 % до 65 % углерода; теплота сгорания — от 5710 до 6090 ккал/кг. Общие запасы угля в перспективных Житковичском и Бринёвском месторождениях оцениваются в 100 млн тонн, прогнозные запасы бурого угля в Припятской впадине оцениваются в 3,9 млрд тонн (2,3 млрд тонн — каменноугольного периода образования, 0,6 млрд тонн — юрского периода, 1 млрд тонн — палеогенового и неогенового периодов) и в 1 млрд тонн в Брестской впадине (только палеогенового и неогенового периодов).
Торф
На территории Беларуси сосредоточены огромные залежи торфа. Месторождения встречаются в большинстве районов страны, однако самые крупные торфяники расположены в Полесье. Все виды торфяных массивов занимают 12,4 % территории республики. Всего известно почти 7 тысяч торфяников с запасами торфа-сырца более 30 млрд м3. В 1975 году разрабатывалось 170 месторождений, к 2012 году их число сократилось до 42.

#### Металлические полезные ископаемые
Известно два месторождения железных руд — Околовское в Столбцовском районе Минской области и Новосёлковское в Кореличском районе Гродненской области. Околовское месторождение состоит из железистых кварцитов, расположенных на глубине более 260 метров со средним содержанием железа до 30 %. Мощность рудной зоны — до 160 метров, протяжённость — до 6 километров; рудные тела (от 3 до 35 метров) сменяются слоями пустых пород. На глубине до 700 метров запасы оцениваются в 550 млн тонн, прогнозные запасы составляют 1 млрд тонн (для сравнения — разведанные запасы крупнейшей в мире Курской магнитной аномалии составляют 30 млрд тонн). Новосёлковское месторождение образовано ильменит-магнетитовыми рудами, залегающими на глубине от 150 до 300 метров на площади 15 на 45 километров. Среднее содержание железа в рудах месторождения — 25 %, среди примесей — от 3 % до 5 % TiO2. Запасы до глубины 700 метров — 135 млн тонн, прогнозные — 800 млн тонн. Промышленное освоение обоих месторождений затрудняется большими глубинами залегания. В 2008 году Министерство природных ресурсов и охраны окружающей среды Республики Беларусь сообщало об интересе инвесторов из Австрии, Ирана и ЮАР к разработке этих месторождений, однако их освоение так и не началось.
Помимо этого, на территории Белорусского кристаллического массива и на юге Беларуси обнаруживаются проявления некоторых цветных и редкоземельных металлов. Известно несколько месторождений халькопирита и самородной меди — в основном в Полесье: Лунинец, Микашевичи, Столин, Кобрин, Марьина Горка. Возле деревни Озерница Лунинецкого района халькопирит рассеян в песчаниках (содержание — около 1 %) на глубине 213—217 метров. Верхнепротерозойские (вендские) отложения западной части Припятской впадины считаются перспективным регионом для обнаружения медных руд. В различных районах Припятской впадины на глубине от 500 метров в каолиновых слоях карбонатных отложений известны бокситоносные образования давсонита — сырья для производства алюминия, соды и цемента. Давсонит был обнаружен в 1970—1972 годах случайно: первоначально породы с высоким содержанием алюминия с глубины около 1200 м из Светлогорского района Гомельской области были приняты за бокситы. Геологи подготовили новую статью о «бокситах» этой скважины, однако академик АН БССР А. С. Махнач, ознакомившись с ней перед публикацией в «Докладах АН БССР», обратил внимание на аномально высокое содержание оксидов натрия. При подробном изучении с привлечением других специалистов был выявлен давсонит.
В Житковичском районе выявлено редкоземельно-бериллиевое месторождение Диабазовое (среднее содержание BeO — 0,38 %). Известно несколько рудопроявлений урановых руд (наиболее перспективное — Болотницкая площадь в Лельчицком районе, где на глубине от 300 до 500 метров концентрация урана в песчано-глинистых отложениях достигает промышленных значений), имеются перспективы обнаружения новых месторождений. В будущем возможно открытие новых месторождений различных металлов (чёрных, цветных, благородных, редкоземельных), связанных с породами кристаллического фундамента.

#### Прочие полезные ископаемые
В Узденском районе Минской области выявлен графит (Пуховщинское проявление).
В окрестностях Жлобина и Рогачёва выявлены вулканические диатремы, которые изучаются на предмет алмазоносности.

#### Подземные воды
Благодаря геологическим особенностям на территории Беларуси повсеместно распространены подземные воды, причём мощность водоносных слоёв на отдельных участках склонов и впадин Белорусского кристаллического массива составляет более 1,5 километра (средняя мощность — 150—300 метров, наибольшая в центре страны и постепенно снижается к югу). Известно множество минеральных источников — гидрокарбонатно-сульфатных, сульфатных, хлоридно-натриево-кальциевых, магниевых и один источник воды с высоким содержанием брома; возле Речицы температура минеральных вод достигает 89 °C на глубине 2,5-3 километров. Подземными источниками пресной воды обеспечены Минск, все областные центры и почти все районные центры. Часть потребностей Минска, Гомеля (по 30-40 %), а также все потребности Докшиц, Дубровно и Ивье покрываются за счёт поверхностных источников воды. К началу XXI века из-за загрязнения грунтовых вод нитратами в сельской местности и недостаточной очисткой сточных вод в городах качество подземных вод снизилось.

## Экология

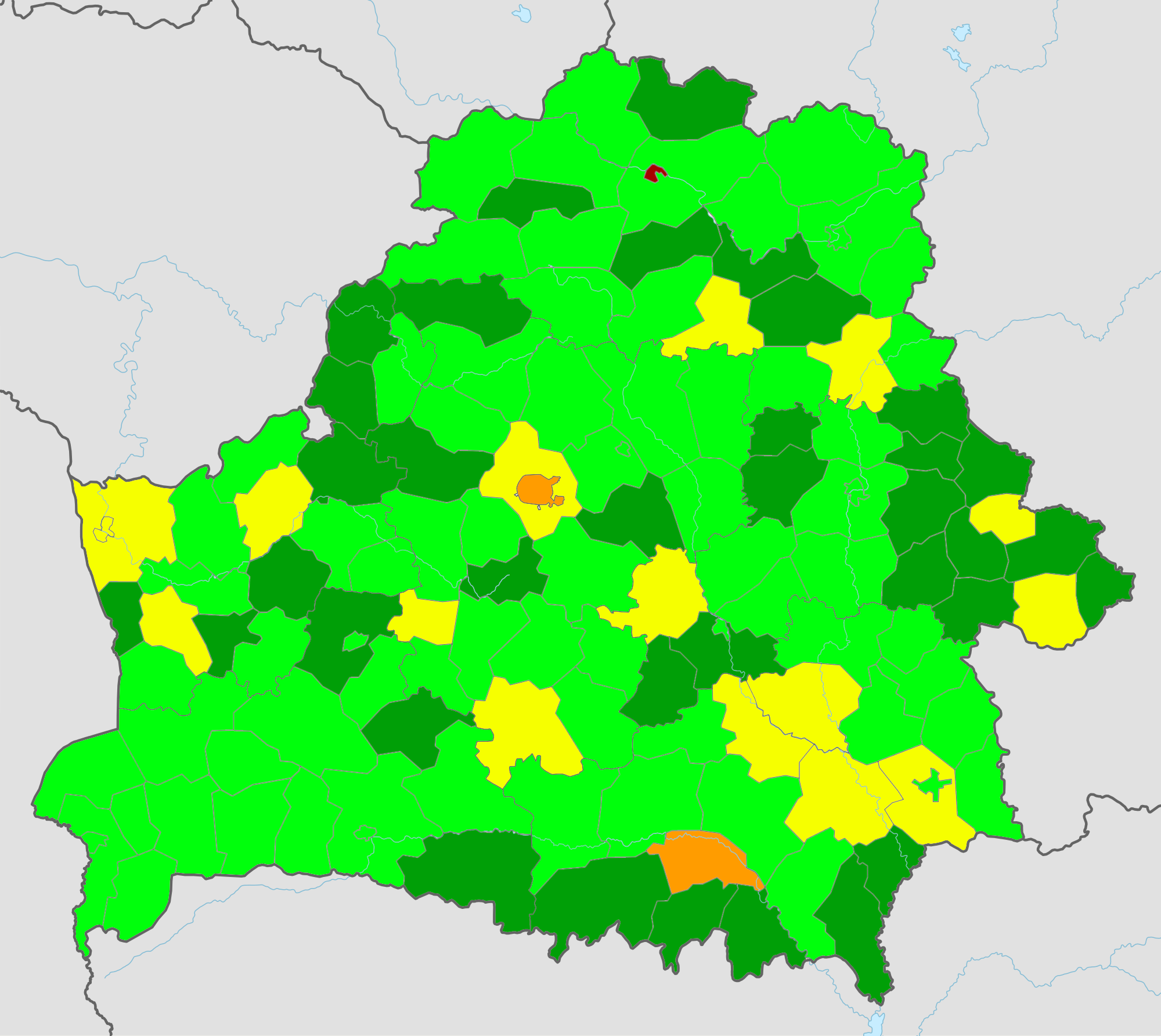
Совокупные выбросы загрязняющих веществ в воздух от стационарных источников.
более 50 тыс. тонн
20—50 тыс. тонн
5—20 тыс. тонн
1—5 тыс. тонн
менее 1 тыс. тонн

В Беларуси имеется национальная стратегия по борьбе с деградацией земель, существует ряд экологических организаций.
Министерство природных ресурсов и охраны окружающей среды Республики Беларусь составляет список предприятий, наносящих вред окружающей среде.
В 2010 году Государственная инспекция охраны животного и растительного мира при Президенте Республики Беларусь провела 9 тыс. природоохранных рейдов и 220 проверок субъектов хозяйствования, воздействующих на объекты животного и растительного мира.
На 2 апреля 2009 года мощность дозы гамма-излучения в Минске, Бресте, Гродно составляла 0,10 мкЗв/час (10 мкР/час), Могилеве — 0,11 мкЗв/час (11 мкР/час), Витебске — 0,12 мкЗв/час (12 мкР/час), Гомеле — 0,13 мкЗв/час (13 мкР/час) (соответствует установившимся многолетним уровням). Зоны повышенного радиоактивного загрязнения (пункты постоянного контроля): Брагин — 0,60 мкЗв/час (60 мкР/час), Наровля — 0,51 мкЗв/час (51 мкР/час), Чечерск — 0,24 мкЗв/час (24 мкР/час), Хойники — 0,23 мкЗв/час (23 мкР/час), Славгород — 0,22 мкЗв/час (22 мкР/час).
В 2001 году в реки Беларуси было сброшено 1,2 км3 (1,2 млрд м3) сточных вод. Большая часть рек относится к числу умеренно загрязнённых. Самая грязная река в Беларуси — Свислочь ниже Минска. Кроме того, сильно загрязнены реки ниже крупных промышленных центров и небольшие реки возле больших животноводческих комплексов. Наконец, некоторые реки на юго-востоке Беларуси загрязнены радионуклидами, а в реки возле Солигорска попадает значительное число солей из отвалов калийных комбинатов.

### Минск
Республиканский центр радиационного контроля и мониторинга окружающей среды контролирует в Минске среднесуточные концентрации твердых частиц РМ-10, диоксида азота, уровень формальдегида, окиси углерода, дозы гамма-излучения.
За 2003-08 годы общая эмиссия загрязняющих веществ в Минске выросла со 186 тысяч тонн до 247,4 тысяч тонн. Экологическая ситуация в городе ухудшилась из-за перехода по экономическим соображениям на мазут вместо природного газа в качестве топлива, однако большая часть загрязнений в городе приходится на автомобили. Наивысший уровень концентрации диоксида азота и оксидов углерода приходится на 17-19 часов в холодное время года и 20-21 час — в тёплое. В городе иногда наблюдается краткосрочное превышение предельно допустимых концентраций вредных веществ — в частности, формальдегида и аммиака в окрестностях Минского автомобильного завода и микрорайоне Шабаны. Также зарегистрированы значительные количества хрома-VI и диоксида азота. Наиболее загрязнёнными являются улицы Тимирязева, Челюскинцев, Богдановича, Радиальная, Казинца, Шаранговича, Судмалиса, Шабаны, Бобруйская, Щорса, площадь Свободы и их окрестности. Наиболее загрязнённой в целом является юго-восточная часть Минска (Заводской, Ленинский и Партизанский районы).
Для профилактики загрязнений РЦРКМ в случае наступления неблагоприятных погодных условий отправляет предупреждения предприятиям. Кроме того, ГАИ города периодически проводит комплекс мероприятий «Чистый воздух», в ходе которого организуются передвижные посты по проверке автомобилей на соответствие экологическим стандартам. Министерство природных ресурсов и охраны окружающей среды рассматривает возможность внесения предложения о запрете на въезд в центр города автомобилей с неэкологичными двигателями.

### Комментарии
1. ↑  29 марта 2024 года рядом с агрогородком Липовка Великолиповского сельсовета был открыт информационный знак «Крайняя восточная точка Республики Беларусь»[4][5].